# Paracobitis nanpanjiangensis
Paracobitis nanpanjiangensis är en fiskart som beskrevs av Min, Chen och Yang 2010. Paracobitis nanpanjiangensis ingår i släktet Paracobitis och familjen grönlingsfiskar. Inga underarter finns listade i Catalogue of Life.